# Bayubas de Arriba
Bayubas de Arriba ist ein Ort und eine kleine nordspanische Gemeinde (municipio) mit nur 60 Einwohnern (Stand: 2024) in der Provinz Soria in der Autonomen Gemeinschaft Kastilien-León. Zur Gemeinde gehört auch der Weiler Valverde de los Ajos.

## Lage
Der Ort Bayubas de Arriba liegt knapp 48 km (Fahrtstrecke) südwestlich der Provinzhauptstadt Soria in einer Höhe von ca. 960 m. Das Klima im Winter ist kühl, im Sommer dagegen durchaus warm; die eher geringen Niederschläge (ca. 560 mm/Jahr) fallen – mit Ausnahme der eher regenarmen Sommermonate – verteilt übers ganze Jahr.

## Bevölkerungsentwicklung
| Jahr      | 1970 | 1981 | 1991 | 2001 | 2011 | 2021 |
| Einwohner | 204  | 113  | 97   | 78   | 53   | 61   |

Der deutliche Bevölkerungsrückgang im 20. Jahrhundert ist im Wesentlichen auf die Mechanisierung der Landwirtschaft und den damit einhergehenden Verlust an Arbeitsplätzen zurückzuführen.

## Sehenswürdigkeiten
- Kirche Mariä Himmelfahrt in Bayubas de Arriba
- Kirche von Valverde de los Ajos

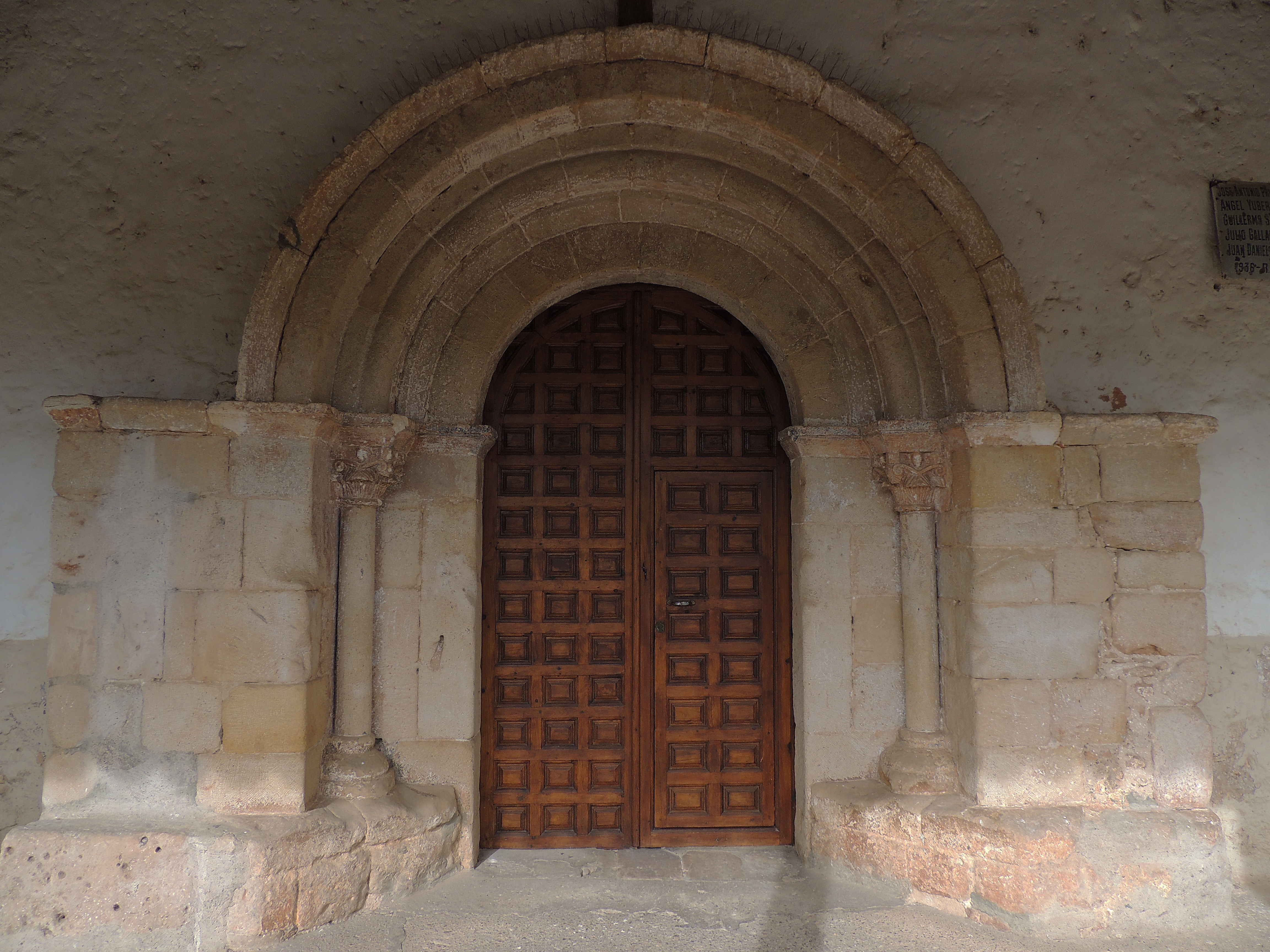
Portal der Kirche Mariä Himmelfahrt